# A' Katīgoria 1984-1985
L'edizione 1984-85 della A' Katīgoria fu la 46ª del massimo campionato cipriota; vide la vittoria finale dell'Omonia, che conquista il suo quattordicesimo titolo, il quinto consecutivo.
Capocannoniere del torneo fu Giorgos Savvides dell'Omonia con 24 reti.

## Formula
Le 14 squadre partecipanti disputarono il campionato incontrandosi in due gironi di andata e ritorno, per un totale di 26 giornate. Erano previste due retrocessioni.

## Classifica finale
|  |    | Classifica finale   | G  | V  | N  | P  | GF | GS | DR  | Punti |
|  | -- | ------------------- | -- | -- | -- | -- | -- | -- | --- | ----- |
|  | 1  | Omonia (C)          | 26 | 17 | 9  | 0  | 70 | 22 | +48 | 43    |
|  | 2  | APOEL               | 26 | 13 | 8  | 5  | 43 | 26 | +17 | 34    |
|  | 3  | Anorthōsis          | 26 | 12 | 9  | 5  | 38 | 32 | +6  | 33    |
|  | 4  | Apollōn Limassol    | 26 | 9  | 10 | 7  | 35 | 30 | +5  | 28    |
|  | 5  | AEL Limassol (CC)   | 26 | 8  | 12 | 6  | 33 | 29 | +4  | 28    |
|  | 6  | Pezoporikos Larnaca | 26 | 8  | 9  | 9  | 32 | 27 | +4  | 25    |
|  | 7  | EPA Larnaca         | 26 | 7  | 11 | 8  | 26 | 29 | -3  | 25    |
|  | 8  | Alkī Larnaca        | 26 | 8  | 9  | 9  | 23 | 27 | -4  | 25    |
|  | 9  | EN Paralimni        | 26 | 7  | 10 | 9  | 44 | 40 | +4  | 24    |
|  | 10 | Nea Salamis         | 26 | 6  | 12 | 8  | 25 | 29 | -4  | 24    |
|  | 11 | Olympiakos Nicosia  | 26 | 8  | 8  | 10 | 35 | 40 | -5  | 24    |
|  | 12 | Arīs Limassol       | 26 | 6  | 12 | 8  | 25 | 39 | -14 | 24    |
|  | 13 | Omonia Aradippou    | 26 | 7  | 6  | 13 | 22 | 38 | -16 | 20    |
|  | 14 | Evagoras Paphou     | 26 | 1  | 5  | 20 | 14 | 67 | -53 | 7     |

G = Partite giocate; V = Vittorie; N = Nulle/Pareggi; P = Perse; GF = Goal fatti; GS = Goal subiti; DR = Differenza reti.
- (C): Campione nella stagione precedente
- (CC): Vince la Coppa di Cipro

### Verdetti
- Omonia Campione di Cipro 1984-85.
- Evagoras Paphos e Omonia Aradippou retrocesse in Seconda Divisione.

### Qualificazioni alle Coppe europee
- Coppa dei Campioni 1985-1986: Omonia qualificato.
- Coppa delle Coppe 1985-1986: AEL Limassol qualificato.
- Coppa UEFA 1985-1986: APOEL qualificato.